# Brian Bonin
Pour les articles homonymes, voir Bonin.
Brian Raymond Bonin (né le 28 novembre 1973 à St. Paul, dans l'État du Minnesota aux États-Unis) est un joueur professionnel retraité américain de hockey sur glace ayant évolué à la position de centre.

## Carrière
Après avoir remporté le titre de joueur de l'année au niveau secondaire américain alors qu'il évoluait pour l'équipe des Bears de l'école secondaire de White Bear Lake, Brian Bonin se voit être réclamé par les Penguins de Pittsburgh au neuvième tour du repêchage de 1992 de la Ligue nationale de hockey.
Il rejoint pour la saison suivante les Golden Gophers du Minnesota, club universitaire évoluant dans la division Western Collegiate Hockey Association du championnat de la NCAA. Bonin reste avec ces derniers durant quatre saisons où il décroche le titre de meilleur joueur en 1995 et 1996, il se voit également décerner à cette dernière saison le trophée Hobey Baker remis au meilleur joueur de niveau universitaire aux États-Unis. Le centre est également appelé lors de cette année à représenter son pays à l'occasion du championnat du monde.
Devenant joueur professionnel, il s'aligne lors de la saison 1996-1997 avec le club affilié aux Penguins dans la Ligue internationale de hockey, les Lumberjacks de Cleveland. Progressant dans la Ligue américaine de hockey la saison suivante, Bonin obtient une première chance de percer en LNH en 1998-1999. Il ne dispute cependant que cinq rencontres avec Pittsburgh avant de retourner au rang mineur.
Laissé sans protection par les Penguins, le centre s'entend pour une saison avec la nouvelle formation du Wild du Minnesota à l'été 2000 et il dispute sept rencontres avec eux avant d'être cédé à la LIH. Voyant aucune équipe de la LNH lui faire d'offre de contrat en 2001, il quitte alors pour la Suisse où il rejoint le SC Langnau Tigers de la Ligue National A. Il reste avec ceux-ci deux saisons avant de se retirer de la compétition en 2003.
Il tente d'effectuer au cours de la saison 2004-2005 un retour au jeu avec les IceCats de Worcester de la LAH, mais se retire à nouveau après n'avoir disputé que quatre rencontres.

## Statistiques

### Statistiques en club
| Saison     | Équipe                      | Ligue      |    | Saison régulière | Saison régulière | Saison régulière | Saison régulière | Saison régulière |   | Séries éliminatoires | Séries éliminatoires | Séries éliminatoires | Séries éliminatoires | Séries éliminatoires |
| Saison     | Équipe                      | Ligue      | PJ | B                | A                | Pts              | Pun              | PJ               | B | A                    | Pts                  | Pun                  |                      |                      |
| 1991-1992  | Bears de White Bear Lake    | High-MN    | 23 | 22               | 35               | 57               | 8                | -                | - | -                    | -                    | -                    |                      |                      |
| 1992-1993  | Golden Gophers du Minnesota | WCHA       | 38 | 10               | 18               | 28               | 10               | -                | - | -                    | -                    | -                    |                      |                      |
| 1993-1994  | Golden Gophers du Minnesota | WCHA       | 42 | 24               | 20               | 44               | 14               | -                | - | -                    | -                    | -                    |                      |                      |
| 1994-1995  | Golden Gophers du Minnesota | WCHA       | 44 | 32               | 31               | 63               | 28               | -                | - | -                    | -                    | -                    |                      |                      |
| 1995-1996  | Golden Gophers du Minnesota | WCHA       | 42 | 34               | 47               | 81               | 30               | -                | - | -                    | -                    | -                    |                      |                      |
| 1996-1997  | Lumberjacks de Cleveland    | LIH        | 60 | 13               | 26               | 39               | 18               | 1                | 1 | 0                    | 1                    | 0                    |                      |                      |
| 1997-1998  | Crunch de Syracuse          | LAH        | 67 | 31               | 38               | 69               | 46               | 5                | 1 | 3                    | 4                    | 6                    |                      |                      |
| 1998-1999  | Penguins de Pittsburgh      | LNH        | 5  | 0                | 0                | 0                | 0                | 3                | 0 | 0                    | 0                    | 0                    |                      |                      |
| 1998-1999  | Blades de Kansas City       | LIH        | 19 | 2                | 5                | 7                | 10               | -                | - | -                    | -                    | -                    |                      |                      |
| 1998-1999  | Red Wings de l'Adirondack   | LAH        | 54 | 19               | 16               | 35               | 31               | 2                | 0 | 0                    | 0                    | 0                    |                      |                      |
| 1999-2000  | Crunch de Syracuse          | LAH        | 67 | 19               | 28               | 47               | 20               | 4                | 0 | 1                    | 1                    | 0                    |                      |                      |
| 2000-2001  | Wild du Minnesota           | LNH        | 7  | 0                | 0                | 0                | 0                | -                | - | -                    | -                    | -                    |                      |                      |
| 2000-2001  | Lumberjacks de Cleveland    | LIH        | 72 | 35               | 42               | 77               | 45               | 4                | 2 | 0                    | 2                    | 0                    |                      |                      |
| 2001-2002  | SC Langnau Tigers           | LNA        | 39 | 20               | 17               | 37               | 28               | 8                | 4 | 11                   | 15                   | 0                    |                      |                      |
| 2002-2003  | SC Langnau Tigers           | LNA        | 44 | 15               | 24               | 39               | 24               | -                | - | -                    | -                    | -                    |                      |                      |
|            |                             |            |    |                  |                  |                  |                  |                  |   |                      |                      |                      |                      |                      |
| 2004-2005  | IceCats de Worcester        | LAH        | 4  | 1                | 0                | 1                | 0                | -                | - | -                    | -                    | -                    |                      |                      |
| Totaux LNH | Totaux LNH                  | Totaux LNH | 12 | 0                | 0                | 0                | 0                | 3                | 0 | 0                    | 0                    | 0                    |                      |                      |

### Statistiques en équipe nationale
| Année | Équipe     | Compétition          |   | PJ | B | A | Pts | Pun                |  | Résultat |
| 1996  | États-Unis | Championnat du monde | 8 | 1  | 0 | 1 | 2   | Médaille de Bronze |  |          |

## Honneur et trophée
- Écoles secondaire du Minnesota
  - Nommé le joueur de l'année en 1992.
- Western Collegiate Hockey Association
  - Nommé dans la première équipe d'étoiles en 1995 et en 1996.
  - Nommé le joueur de l'année en 1995 et 1996.
- NCAA
  - Nommé dans la première équipe d'étoiles de l'ouest des États-Unis en 1995 et 1996.
  - Récipiendaire du trophée Hobey Baker remis au meilleur joueur universitaire des États-Unis en 1996.
- Ligue internationale de hockey
  - Nommé dans la deuxième équipe d'étoiles en 2001.

## Transactions en carrière
- Repêchage 1992 : réclamé par les Penguins de Pittsburgh (9e choix de l'équipe, 211e au total).
- 9 septembre 1999 : signe à titre d'agent libre avec les Canucks de Vancouver.
- 6 juillet 2000 : signe à titre d'agent libre avec le Wild du Minnesota.
- 17 décembre 2004 : signe à titre d'agent libre avec les IceCats de Worcester de la Ligue américaine de hockey.